# Barentsburg
Barentsburg (rusky Баренцбург – Barencburg, ukrajinsky Баренцбург – Barencburh) je druhé nejlidnatější osídlení na Špicberkách po Longyearbyenu. K roku 2020 měl 455 obyvatel, převážně Rusů a Ukrajinců pracujících pro ruskou těžební společnost Artikugol, která zde těží uhlí.
Protože celé Špicberky jsou formálně součástí Norska, byť je na nich na základě Špicberské dohody umožněna těžba i jiným státům, sídlí v Barentsburgu ruský konzulát.

## Poloha
Stejně jako lidnatější Longyearbyen leží i Barentsburg na jižní straně Isfjordenu, druhého nejdelšího fjordu Západního Špicberku, největšího ostrova Špicberk, leží ovšem podstatně blíž jeho ústí, tedy zhruba 50 kilometrů jihozápadně od Longyearbyenu. Leží na východním pobřeží Grønfjordenu, fjordu, který z Isfjordenu vybíhá k jihu, v oblasti Nordenskiöldovy země.

## Dějiny
Jméno Barentsburg pochází z období 1921–1932, kdy zdejší doly vlastnila nizozemská společnost NESPICO, která zdejší osídlení pojmenovala k poctě holandského mořeplavce Willema Barentse. Kvůli hospodářské krizi v Evropě společnost uzavřela důl a v roce 1932 ho prodala trustu Arktikugol.
V srpnu 1941 byly Špicberky během druhé světové války v rámci operace Gaunlet obsazeny kanadskými, britskými a norskými jednotkami. Asi dva tisíce sovětských horníků z Barentsburgu a okolí bylo evakuováno do Murmansku. Osada se stala norskou základnou. Dne 7. září 1943 německý lodní svaz (bitevní loď Tirpitz, křižník Scharnhorst a 9 torpédoborců) napadl norsko-britskou posádku na Špicberkách (operace Sizilien). Akce trvala několik hodin a Barentsburg při ní byl zcela vypálen. S obnovou osady se začalo hned po odplutí Němců, po válce se vrátilo sovětské obyvatelstvo.
Osídlení Barentsburgu kulminovalo v devadesátých letech dvacátého století, kdy zde žilo mezi 1100 a 1450 obyvateli.
V roce 2006 v dolech v okolí Barentsburgu objevili norští inspektoři podzemní požár a nařídili evakuovat celé město. Oheň byl později zajištěn, těžba uhlí byla obnovena až v roce 2010.

## Doprava
Po druhé světové válce byla naplánována výstavba silnice, která byla spojovala Barentsburg s Longyearbyenem. K realizaci ale nikdy nedošlo. K cestě mezi oběma městy se používají v zimě sněžné skútry, v létě lodě a menší čluny. Existuje zde také vrtulníkové spojení.

## Galerie

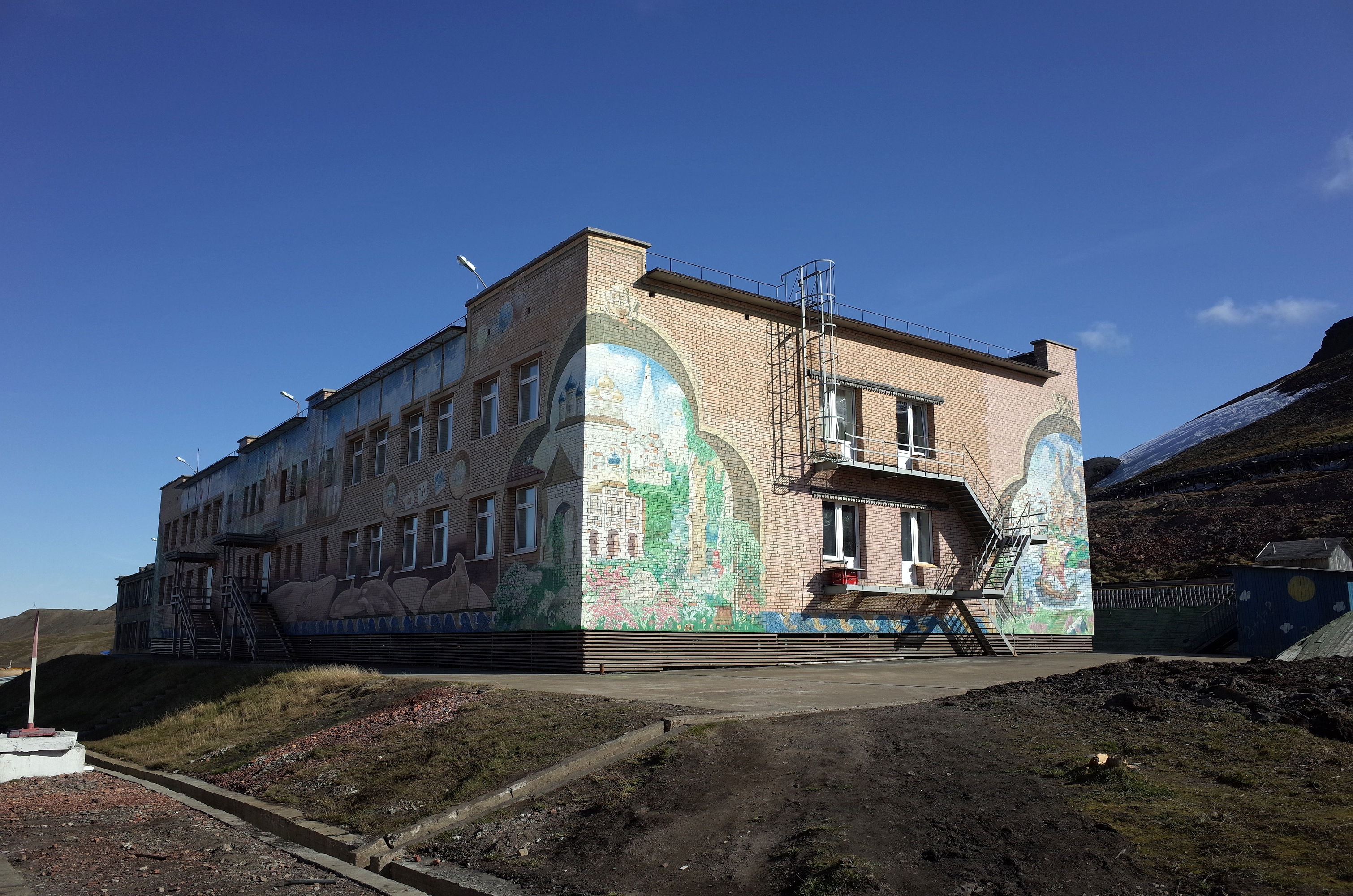
Základní škola v Barentsburgu (2015)
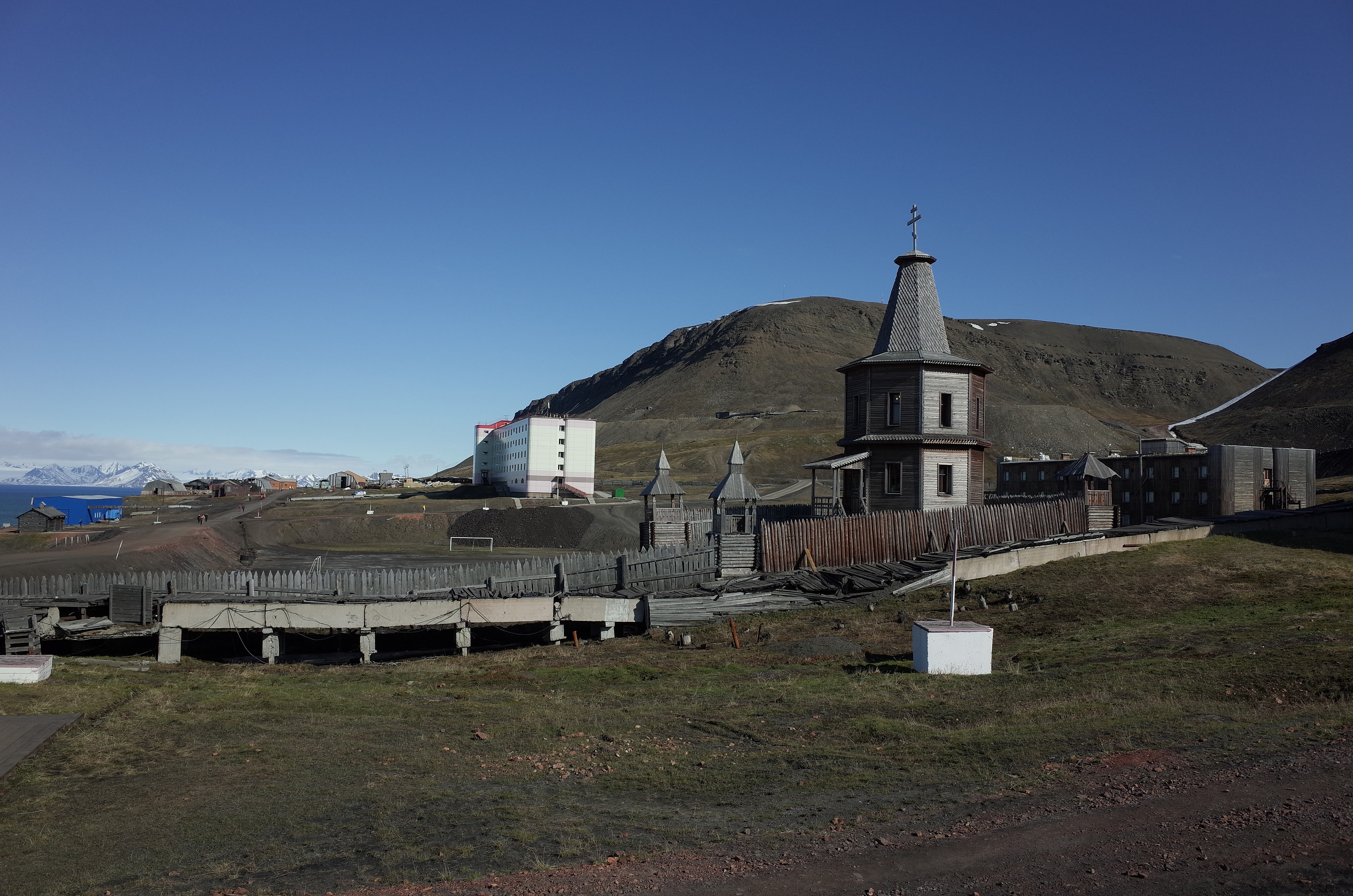
Pravoslavný kostel v Barentsburgu (2015)
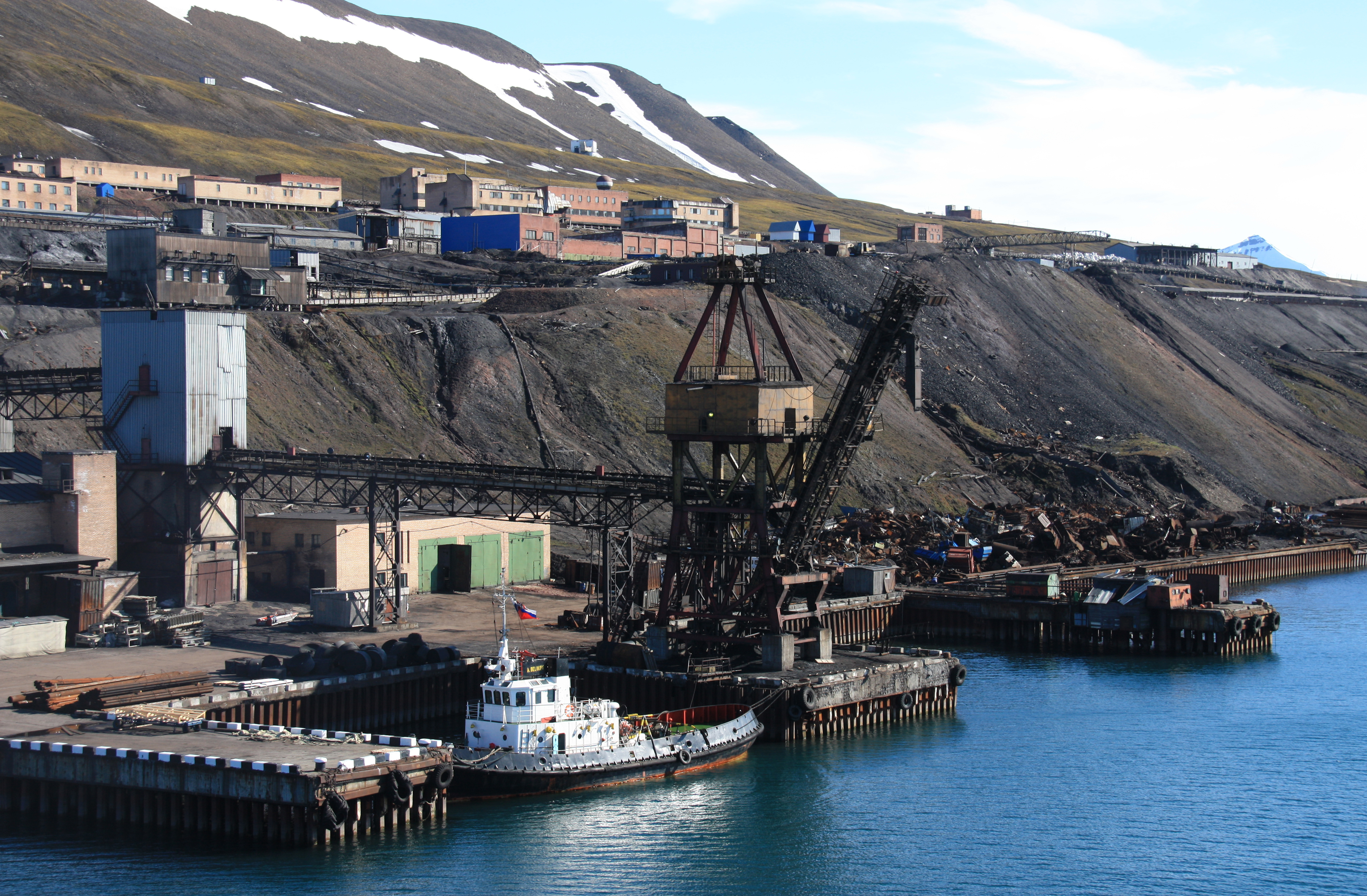
Přístaviště (2009)
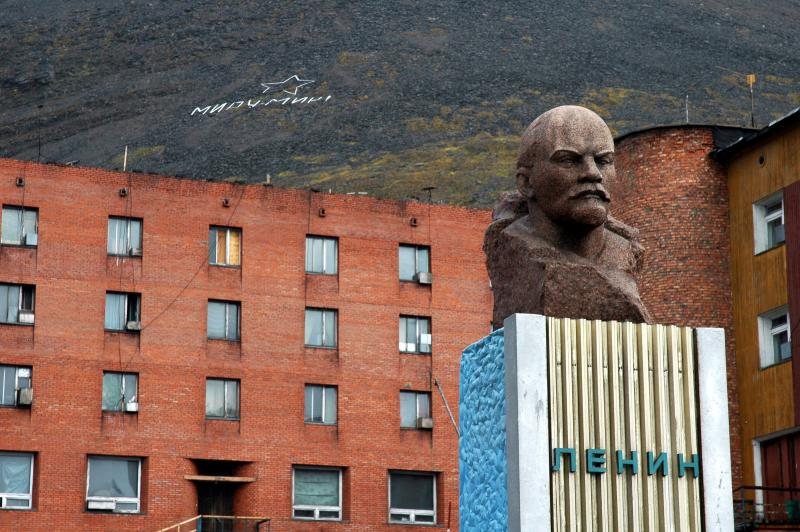
Leninova socha ve městě (2005)
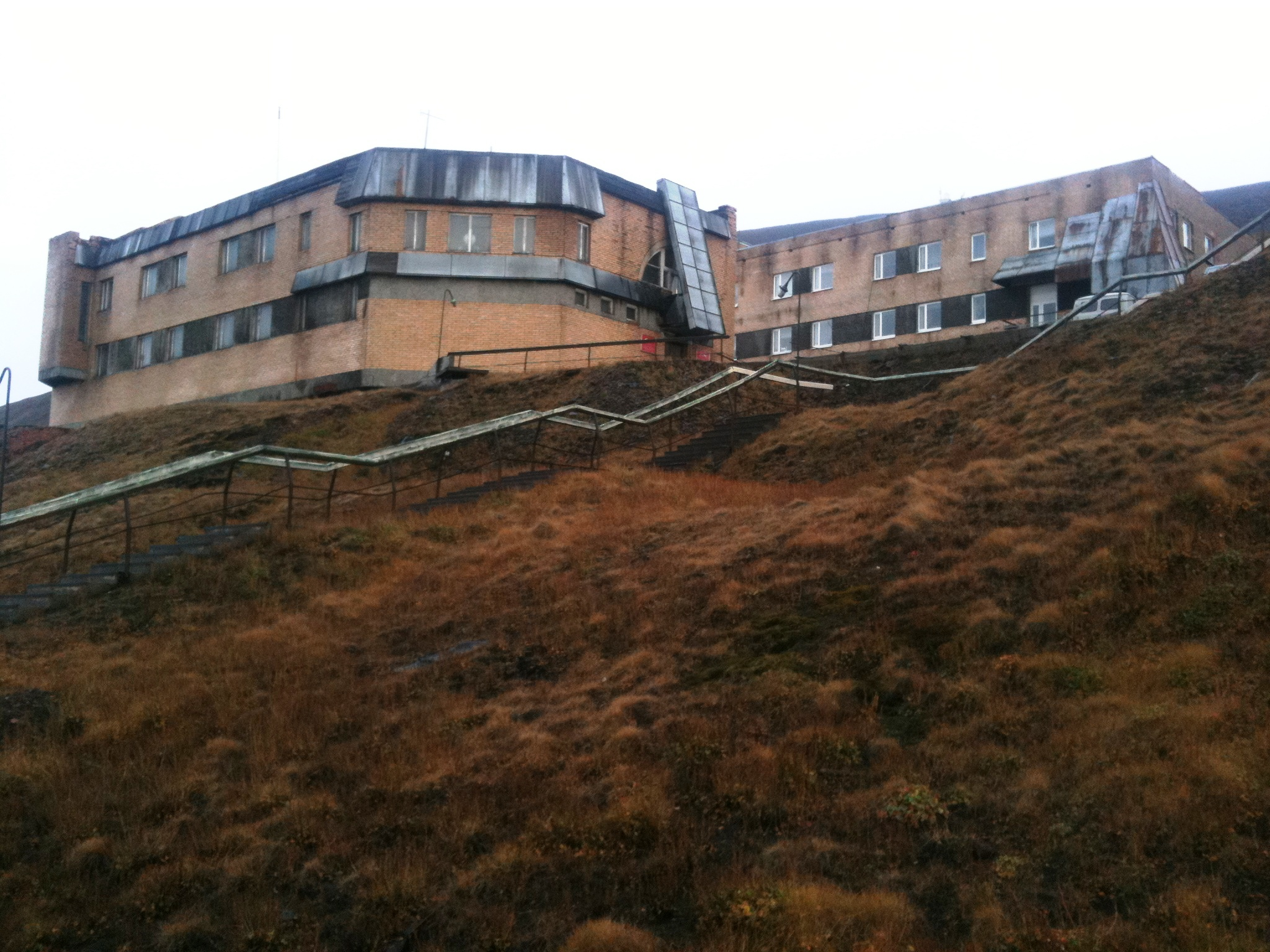
Městská vědecká stanice (rok 2011)
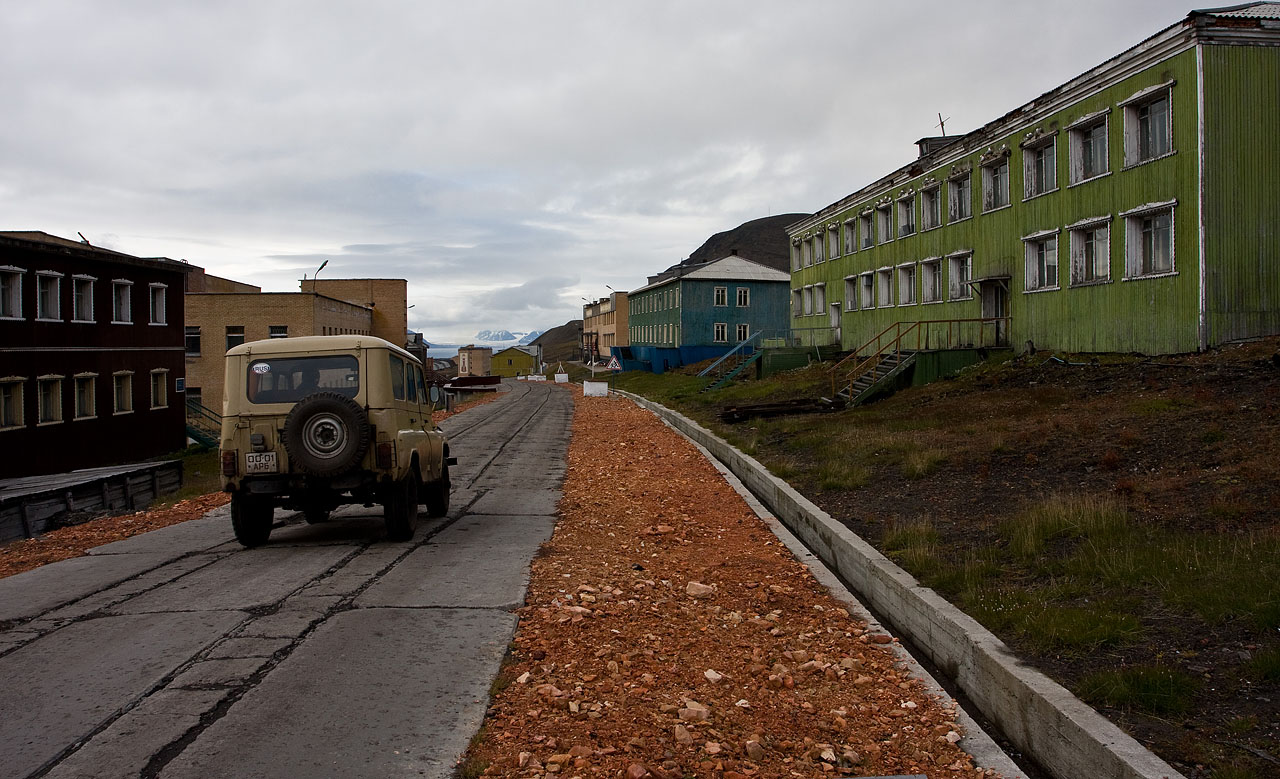
Hlavní barentsburgská ulice (2008)
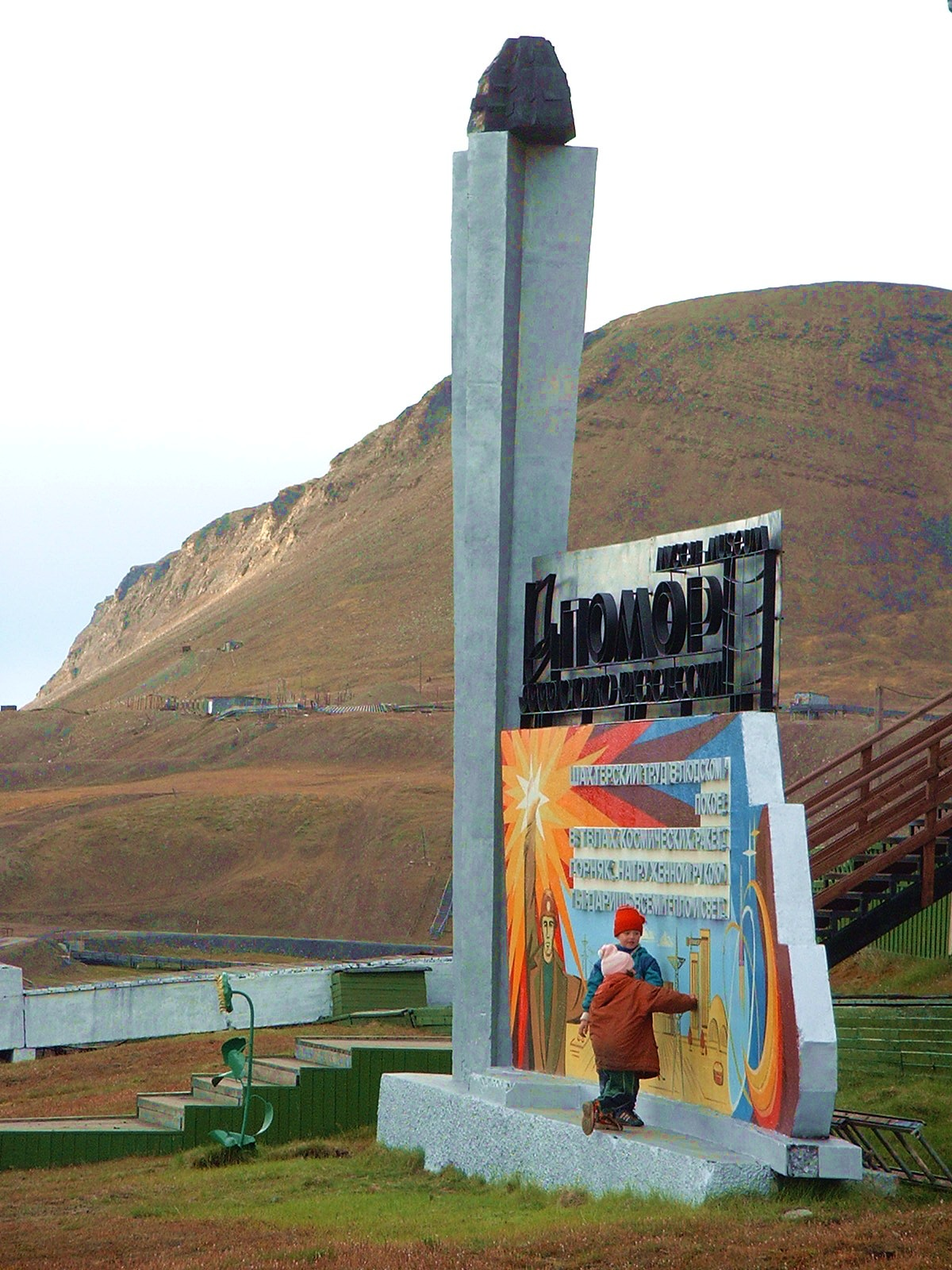
Památník hornictví v Barentsburgu (2006)
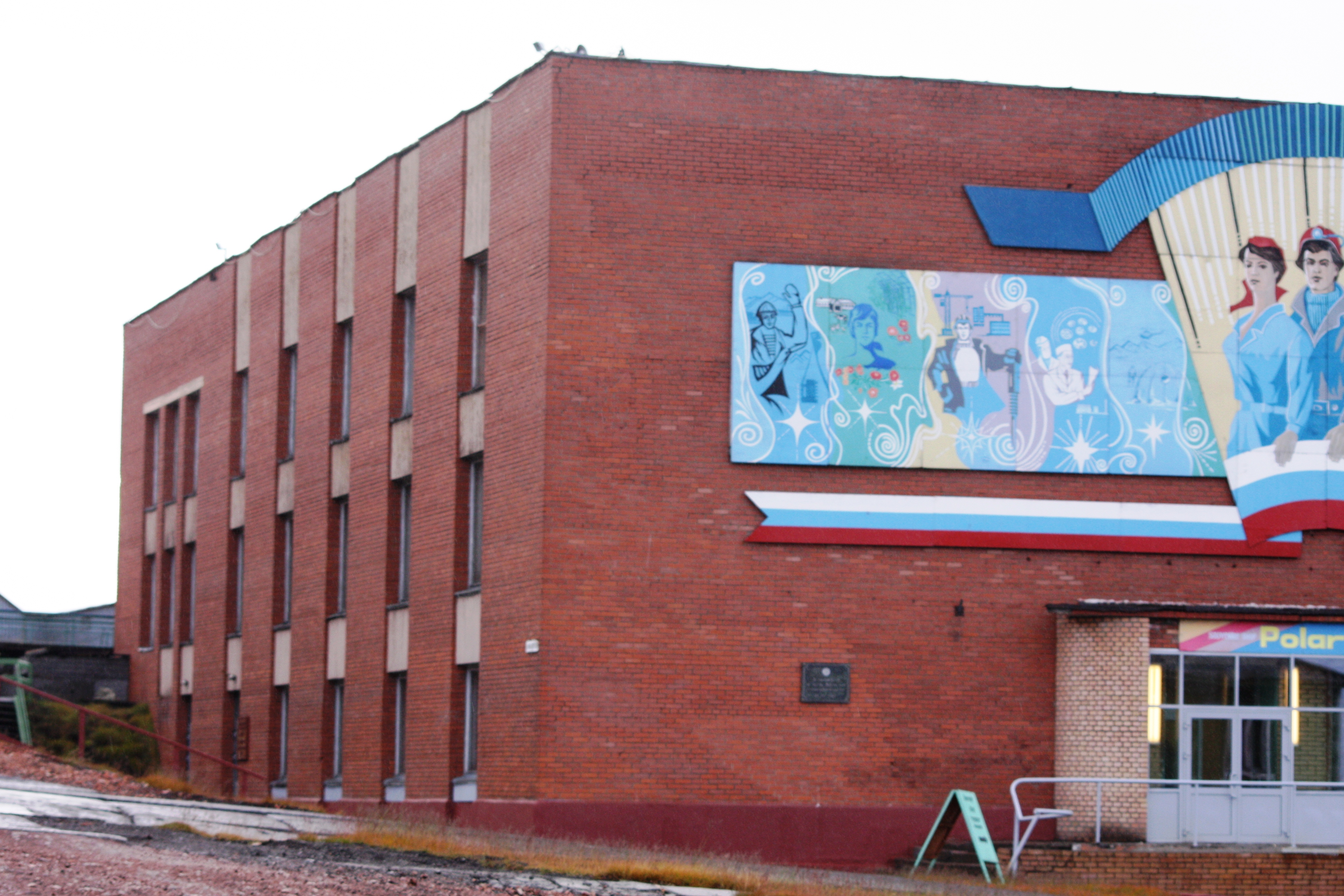
Barentsburgské pomorské muzeum (2011)